# تايري واشنطن
تايري واشنطن (بالإنجليزية: Tyree Washington) مواليد 28 أغسطس 1976 في كاليفورنيا، الولايات المتحدة، هو عداء أمريكي متخصص في الجري السريع.

## الميداليات
| الميدالية | المسابقة                                    |
| --------- | ------------------------------------------- |
| ذهبية     | بطولة العالم لألعاب القوى 2003              |
| برونزية   | بطولة العالم لألعاب القوى 1997              |
| ذهبية     | بطولة العالم لألعاب القوى داخل الصالات 2003 |
| ذهبية     | بطولة العالم لألعاب القوى داخل الصالات 2003 |
| ذهبية     | بطولة العالم لألعاب القوى داخل الصالات 2006 |

## روابط خارجية
- تايري واشنطن على موقع الاتحاد الدولي لألعاب القوى (الإنجليزية)